# Fantastic Mr. Fox
Fantastic Mr. Fox è un film d'animazione del 2009 realizzato con la tecnica dello stop motion. Prodotto dalla Regency Enterprises e dalla Indian Paintbrush e distribuito dalla 20th Century Fox, il film è stato diretto da Wes Anderson, per la prima volta alle prese con l'animazione, ed è tratto dal romanzo di Roald Dahl Furbo, il signor Volpe.
Nel novembre del 2009 il film è stato presentato alla 27ª edizione del Torino Film Festival nella sezione "Festa mobile - Figure nel paesaggio" Il film è distribuito il 25 novembre 2009 e nelle sale cinematografiche italiane il 2 aprile 2010.

## Trama
La volpe Mr. Fox e la sua compagna Felicity rimangono ingabbiati in una trappola per volpi mentre stanno rubando in un allevamento di colombacci. In questo frangente, Felicity rivela al marito che è incinta, e gli ordina, nel caso si salvino, di cambiare professione.
Due anni dopo (dodici per una volpe), i coniugi Fox e il loro scontroso figlio adolescente Ash vivono in una semplice tana. Mr. Fox, che ora lavora come giornalista, decide di trasferirsi con la famiglia in una casa più grande all'interno di un albero, ignorando gli avvertimenti del suo avvocato Badger, un tasso, sui pericoli che le volpi possono correre in quella zona. Infatti l'albero, oltre a essere molto costoso, si trova in cima a una collina vicina a tre grandi allevamenti, gestiti da tre avidi agricoltori: Walter Boggins, un obeso allevatore di polli; Nathan Bunce, un nano allevatore di anatre e oche, e Frank Bean, un secco e sinistro allevatore di tacchini e coltivatore di mele, che produce un prelibatissimo sidro.
Poco dopo il trasloco ai Fox si presenta un nuovo arrivato: il nipote di Mrs. Fox, Kristofferson, una volpe polare, che si tratterrà dai Fox finché il padre non guarirà da una polmonite doppia. Per Ash la situazione è insopportabile: Kristofferson, con la sua personalità più gentile e mansueta, lo batte in ogni cosa, scuola, sport... e tutti quanti, pure suo padre, Mr. Fox, lo ammirano.
Di nascosto, Mr. Fox, aiutato da Kylie, un ingenuo opossum tuttofare, escogita dei piani notturni per rubare di segreto dalle fattorie dei tre agricoltori, aiutato perfino da Kristofferson. In seguito ai furti Boggins, Bunce e Bean decidono di uccidere la volpe nascondendosi di notte davanti alla casa di Fox, armati di fucili da caccia. Quando Mr. Fox mette zampa fuori casa, viene crivellato di spari, ma si salva, perdendo, però, la sua coda, che Bean prende con sé e indossa a mo' di cravatta. Quando i tre iniziano a scavare alla base dell'albero per stanare la famiglia, i Fox fuggono scavando una galleria sotterranea. Il mattino dopo, i tre agricoltori abbattono furiosamente l'albero con dei bulldozer, riuscendo solo a trovare l'apertura per terra della galleria scavata dalle volpi.
Ragionando sul fatto che prima o poi le volpi usciranno dalla galleria per cercare del cibo, i tre agricoltori, armati fino ai denti, circondano l'entrata assieme ai lavoratori delle loro fattorie. Nel sottosuolo, i Fox incontrano gli altri animali della collina, le cui tane sono state distrutte. Mr. Fox, con un astutissimo piano, fa scavare una galleria per il magazzino di ciascun allevamento, così gli animali riescono a procurarsi il cibo rubando sotto il naso di Boggins, Bunce e Bean. Durante un cenone celebrativo, Ash, per conciliarsi col cugino Kristofferson, gli propone di infiltrarsi nella casa di Bean e riprendersi la coda del padre. Il piano sembra riuscire, quando i due volpini vengono sorpresi dalla moglie di Bean. Ash riesce a fuggire, ma Kristofferson viene catturato.
Scoprendo che gli animali rubavano il cibo di nascosto, i tre fattori inondano le gallerie con il sidro di Bean, spedendo Fox e tutti gli altri nelle fognature, dove Mr. Fox apprende da Ash che Kristofferson è stato catturato. Gli animali vengono, inoltre, attaccati da Rat, il famelico roditore personale di Bean, che è intenzionato a catturare Ash. Mr. Fox si scontra furiosamente contro il sorcio e alla fine Rat viene fulminato a morte da un pannello di controllo elettrificato. Prima di morire, Rat rivela la posizione di Kristofferson.
Mr. Fox, con una lettera, chiede ai contadini di incontrarsi al di fuori del tombino fognario della città e dice che lui si lascerà abbattere in cambio della liberazione di Kristofferson. Prima di costituirsi, Mr. Fox ha un dialogo in privato con sua moglie, nel quale le spiega che la motivazione dietro tutto ciò che ha fatto fino a quel momento è il bisogno che gli altri lo considerino sempre il "Fantastic Mister Fox" della situazione. I tre agricoltori attendono armati l'arrivo di Fox, ma vengono sorpresi da un contrattacco da parte degli animali. Intanto, Mr. Fox, Ash e Kylie si inoltrano nell'allevamento di Bean per salvare Kristofferson. Con un'azione eroica, Ash libera il cugino e fa la pace con lui, aizza un ferocissimo beagle rabbioso isolando sul tetto Boggins, Bunce e Bean e poi fugge su una piccola motocicletta con Kylie, Kristofferson e Mr. Fox, non prima di essersi ripreso la sua coda, ridotta però a brandelli dal cane.
Nel tornare dagli animali della collina, Fox, Ash, Kristofferson e Kylie incontrano, dall'altro lato della strada, un lupo nero. Fox ha la fobia dei lupi, ma questa volta cerca di parlargli, ma senza successo, poiché il lupo non sa rispondere alla domanda posta da Fox, ovvero se l'inverno sarà duro. Gli animali allora lo salutano, augurandogli buona fortuna.
Mentre alcuni animali partono a costruirsi una nuova dimora e altri si adattano a vivere bene nelle fogne, Mr. Fox conduce Ash, Felicity, Kristofferson e Kylie in un enorme supermercato tramite una conduttura. Ora gli animali potranno cibarsi a volontà. Nel finale, i cinque animali celebrano la notizia della nuova gravidanza di Miss Fox e il fantastico futuro che li attende.

## Produzione
Joe Roth e Revolution Studios hanno comprato i diritti di Furbo, il signor Volpe nel 2004. In seguito Wes Anderson ha firmato per dirigere l'adattamento in collaborazione con Henry Selick, con il quale aveva precedentemente lavorato ne Le avventure acquatiche di Steve Zissou. L'adattamento è prevalentemente incentrato sulla parte centrale del racconto di Dahl, così Anderson ha creato nuove scene per la parte iniziale e finale del film.
Nei primi mesi del 2006 Selick abbandona il progetto per dedicarsi al film d'animazione Coraline e la porta magica, tratto da un romanzo di Neil Gaiman, ed in sua sostituzione viene chiamato Mark Gustafson. La produzione ha preso il via ufficialmente nel settembre 2007 a Londra, dove Anderson ha lavorato al fianco del team di animatori de La sposa cadavere di Tim Burton. Oltre alla tecnica del passo uno, Anderson si è avvalso anche di altre forme di animazione.
Le sedute di doppiaggio sono avvenute al di fuori di Londra, con un cast di doppiatori d'eccellenza come Meryl Streep, George Clooney, Bill Murray, Jason Schwartzman, Owen Wilson e molti altri. Inizialmente la voce di Mrs. Fox doveva essere quella di Cate Blanchett, successivamente sostituita dalla Streep.
Il budget per la realizzazione del film è stato di 40 milioni di dollari.

## Riconoscimenti
- 2010 - Premio Oscar
  - Nomination Miglior film d'animazione a Wes Anderson
  - Nomination Miglior colonna sonora a Alexandre Desplat
- 2010 - Golden Globe
  - Nomination Miglior film d'animazione
- 2009 - Satellite Awards
  - Miglior film d'animazione
- 2009 - New York Film Critics Circle Awards
  - Miglior film d'animazione
  - Miglior attore protagonista a George Clooney
- 2010 - National Society of Film Critics Awards
  - Miglior scenografia
- 2009 - San Francisco Film Critics Circle Award
  - Miglior sceneggiatura non originale
- 2010 - Festival internazionale del film d'animazione di Annecy
  - Miglior lungometraggio